# Renting de vehículos
El término renting es sinónimo de alquiler a largo plazo de un bien, en este caso de un vehículo, sea cual sea su marca, modelo o segmento. Mediante el Renting, una compañía (la empresa arrendadora) compra un vehículo nuevo, según los gustos y necesidades de su cliente o arrendatario, y lo pone a su disposición. A cambio, el cliente se compromete al pago de una cuota mensual, por un plazo de tiempo y un kilometraje previamente establecido, que incluye una serie de servicios muy amplios, donde como mínimo se hallan los gastos de mantenimiento y de seguro incluidos. 
En España el alquiler a largo plazo (renting) es empleado, principalmente, por las empresas como una forma de gestión de sus flotas de vehículos. Esto se debe a que, aquellos negocios que optan por esta modalidad pueden beneficiarse de ventajas administrativas, fiscales y operativas.
Estas son:
	1.1- Flexibilidad para aumentar o disminuir el número de vehículos que componen la flota de la empresa en función del volumen de trabajo.
	1.2- Liberar recursos financieros de las empresas. Estas aumentan su capacidad de endeudamiento pues el alquiler de bienes se refleja, a efectos contables, como un gasto y no como una inversión. Además, se trata de una cuota fija, lo que facilita la planificación en Tesorería.
	1.3- Aumentar la productividad de los recursos humanos de la empresa, ya que no se precisa personal propio de la empresa para las labores de control de mantenimientos de la flota, las averías, la contratación y abono de los seguros, las gestiones con talleres e incluso los eventuales recursos de multas que puedan darse, entre otras muchas.
	1.4 Gestión y control simplificado: permiten a las empresas y autónomos monitorear y gestionar su flota de manera eficiente, asegurando un uso óptimo de cada vehículo. Además, proporcionan reportes detallados sobre el rendimiento y la utilización, facilitando decisiones estratégicas y la optimización de recursos.

## Diferencias entre Renting y Leasing
Se trata de dos conceptos que tienden a confundirse dado que ambos se basan en el alquiler de un vehículo a una empresa, pero hay diferencias en el contrato de arrendamiento:
- En el contrato de Renting no figura opción de compra al final del período de alquiler (aunque, si el cliente lo desea, puede optar por pagar el valor residual y quedarse con el bien[2])
- El Leasing siempre va encaminado a la adquisición de la propiedad final del vehículo por parte de la empresa cliente. Es decir, una vez finalizado el contrato de alquiler, tienes asegurada la opción de compra del vehículo, pero no se incluyen los servicios de mantenimiento, reparación, seguro e impuestos que se incluyen en la cuota de renting.[3] Es decir, actúa como propietario del bien a todos los efectos pero sin ser realmente propietario.

En definitiva, el leasing es un contrato que mezcla el alquiler y la opción de compra, ideal para quienes buscan convertir el vehículo en una inversión a largo plazo. En cambio, el renting es la solución perfecta para aquellos que prefieren la simplicidad de una cuota que lo incluye todo.
Tanto el Renting como el Leasing ayudan a las empresas a evitar la inversión inicial necesaria para obtener, y mantener, una flota de vehículos. Por lo que puede ser una buena opción para mejorar el cash flow.

## Estado del Renting en España
En 2015, la flota de vehículos en Renting en España era de 447.623 unidades, según datos de la Asociación Española de Renting (AER). En total, un 14,22% de los vehículos matriculados durante ese año se destinaron a Renting (sumando los orientados a Rent a car y los de Renting de empresas).
En 2020, a pesar de la caída de ventas de vehículos debido al coronavirus, se calcula que los usuarios de renting ya sobrepasan el 20% de los vehículos matriculados según datos de la AER.
Entre 2015 y 2020, el renting creció un 66,07% pasando de un parque de vehículos de 295.765 a 748.388, según datos de AER. Siendo el año 2019 el año más próspero de este lustro con un total de 82.356 vehículos de renting matriculados.
Además, en esos mismos años el renting incrementó su peso respecto al sector de la automoción del 14,22% en 2015 hasta un 20,35% en 2020.
La Asociación Española de Renting –creada en 1995- es la organización más representativa y punto de referencia del sector de Renting de vehículos en España. Sus 23 asociados, entre los que se encuentran las principales compañías del sector, controlan cerca del 98% del mercado en España.